# Birdman Rally

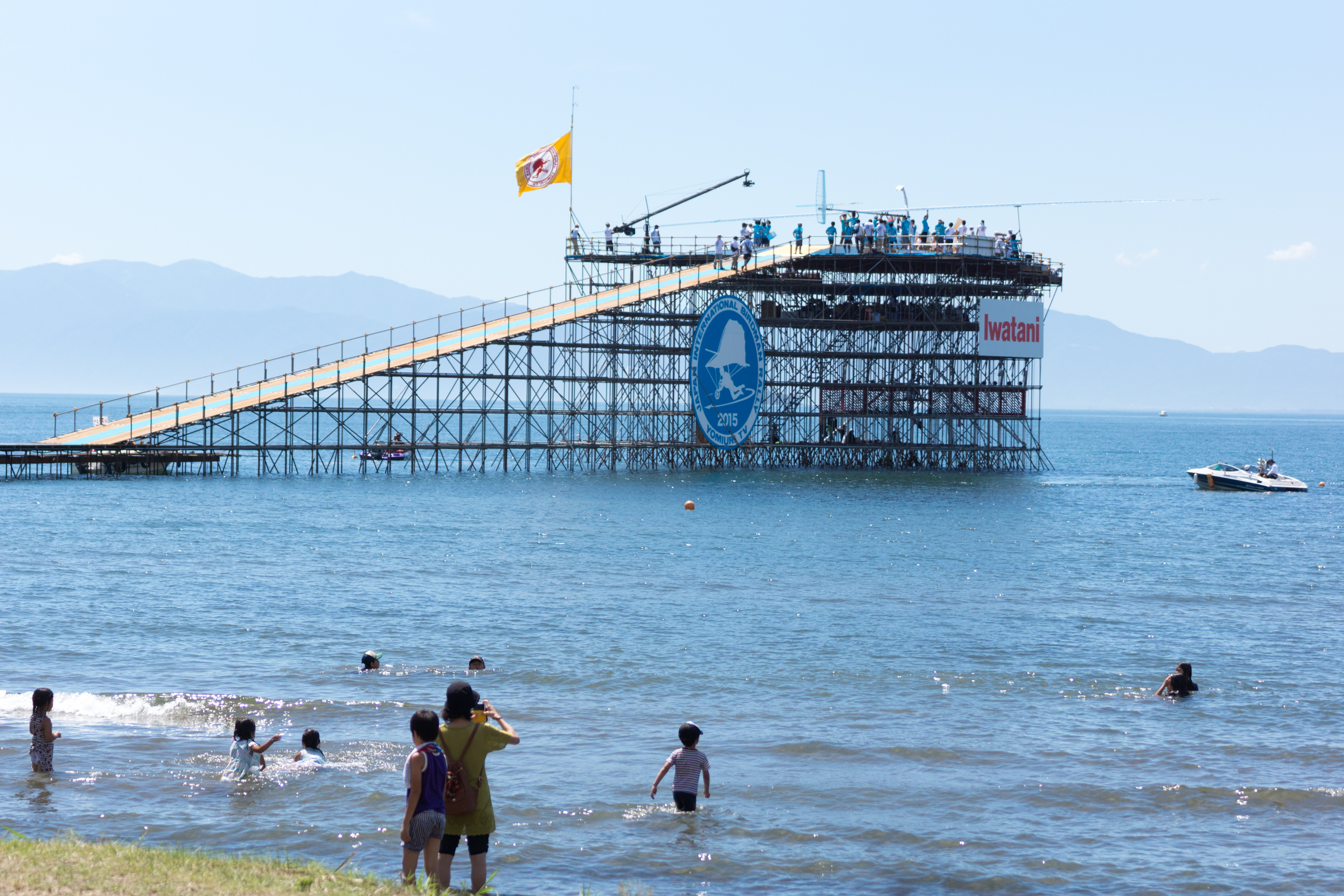
Японский международный конкурс Человек-Птица 2015 год

Birdman Rally (букв. «Ралли Человек-Птица» или «Конкурс Человек-Птица» (яп. 鳥人間コンテスト Тори-Нингэн Контэсуто)) — это массовое соревнование по запуску самодельных безмоторных аэродинамических летательных аппаратов с трамплина, расположенного над водой. Оцениваются как дальность и длительность полёта, так и его развлекательная составляющая. В различных конкурсах принимают участие как серьёзные проекты планёров, так и шуточные изделия. Соревнования проводятся в различных точках земного шара, включая Богнор Регис и Уэртинг в Великобритании, реку  Ярра в Мельбурне, и озеро Бива в Японии.

## История
Самый первый конкурс прошёл в городе Селси (Великобритания) в 1971 году. В дальнейшем событие переместилось в Богнор-Регис, а затем и в Уэртинг с 2008 года. С 2010 года конкурс проводится в обоих городах. 
В Австралии соревнования начали проводиться с 1972 года в городе Гленелг, и сейчас являются частью мельбурнского фестиваля Мумба. В Новой Зеландии подобное событие проводилось с 1974 по 1979 годы. 
В Японии конкурс проходит в августе каждый год начиная с 1977 года. На протяжении всей своей истории конкурс не проводился только 2 раза: в 1997 году — по причинам разрушений, вызванных тайфуном №9, в 2009 году — из-за различных финансовых трудностей у компании Ёмиури было объявлено, что конкурс проводится не будет. Однако, последовавшие многочисленные обращения от зрителей вынудили компанию отказаться от своего решения, и уже со следующего года всё вернулось на свои места.

## В Японии
Первый конкурс проходил возле города Омихатиман в префектуре Сага. С тех пор проводится каждый код в августе на озере Бива в городе Хиконе, с 1980 года используется пляж Мацубара. Этому событию посвящена специальная программа на канале Ёмиури. С ростом масштаба среди участников появилось большое количество вузовских клубов и прочих команд, созданных ветеранами этого мероприятия. Среди таких клубов зачастую поддерживаются связи и происходит обмен опытом. Последние годы увеличивается число участников из других стран и известных людей, которые подогревают интерес к соревнованиям.
Участники и зрители обычно сокращают название до Тори-Кон (яп. 鳥コン). С 2012 года рекламный слоган звучит как Тобанакя-наранай вакэ га ару! (яп. 飛ばなきゃならないワケがある! У меня есть веская «причина» летать!)
Высота помоста равна 10 метрам. Рекордное расстояние для планирующих летательных средств: 501.38 метр (2012 год). Рекордное расстояние для пропеллерных летательных средств: 36 км, т.е. один круг над озером (2008 год).